# Foxhall Parker Keene
Foxhall Parker Keene (Oakland, 18 december 1867 - Ayer's Cliff, 25 september 1942) was een Amerikaans polospeler.

## Biografie
Keene nam deel aan de Olympische Zomerspelen van 1900 in Parijs als lid van een gemengde poloploeg bestaande uit Britten en Amerikanen. Hij en zijn ploeg behaalden de gouden medaille.

## Belangrijkste resultaten

### Olympische Zomerspelen
| Jaar | Plaats | Discipline | Resultaat |
| ---- | ------ | ---------- | --------- |
| 1900 | Parijs | polo       | Goud      |

- Library of Congress Control Number: no2004020225
- SNAC: w6rf72vt
- Virtual International Authority File: 56318009
- WorldCat: E39PBJmdxhCfTWY9JXJVpX3RKd

1900: Beresford, Daly, Keene, Mackey, Rawlinson ·
1908: C. Miller, G. Miller, Nickalls, Wilson ·
1920: Barrett, Lockett, Melvill, Wodehouse ·
1924: Kenny, Miles, Naylor, Nelson, Padilla
1936: Andrada, Cavanagh, Duggan, Gazzotti